# Аније
Аније (фр. Anhiers) насеље је и општина у североисточној Француској у региону Север-Па де Кале, у департману Север која припада префектури Дуе.
По подацима из 2011. године у општини је живело 959 становника, а густина насељености је износила 560,82 становника/km². Општина се простире на површини од 1,71 km². Налази се на средњој надморској висини од 23 метара (максималној 22 m, а минималној 17 m).

## Демографија
| 1962. | 1968. | 1975. | 1982. | 1990. | 1999. | 2011. |
| ----- | ----- | ----- | ----- | ----- | ----- | ----- |
| 669   | 780   | 754   | 687   | 954   | 985   | 959   |